# David Hackl
David Hackl (* 7. Februar 1963 in Toronto, Kanada) ist ein kanadischer Produktionsdesigner und Filmregisseur.

## Karriere
Hackl ist seit 1998 als Produktionsdesigner im Filmgeschäft aktiv. Zuvor, im Jahr 1994, war er als Art Director für den Fernsehfilm Mary Silliman's War zuständig. 2005 war er als solcher an Saw II beteiligt, ebenso an den Teilen 3 und 4 der Reihe. Zugleich war er bei Saw III und Saw IV auch als Second-Unit-Regisseur tätig.
Mit dem fünften Teil der Reihe gab er schließlich 2008 sein eigenes Regiedebüt. 2014 legte er mit Red Machine – Hunt or Be Hunted seinen zweiten Spielfilm als Regisseur vor. 2015 folgte Der Sturm – Life on the Line mit John Travolta in der Hauptrolle. Im Anschluss inszenierte er drei Folgen der Seriendokumentation Real Detective, gefolgt von dem Thriller Daughter of the Wolf aus dem Jahr 2019. Sein Actionfilm Dangerous wurde 2021 veröffentlicht.